# Sabuktigin di Ghazna
Abū Manṣūr Sabuktigīn anche detto Subuktigin, Sabuktagīn, Sabuktakīn, Sebüktegīn e Sebük Tigīn (in persiano ابو منصور سَبُک‌تَگین‎; Barskon, 942 – Balkh, 5 agosto 997) è stato un emiro e militare turco, è considerato il fondatore della dinastia dei Ghaznavidi. In turco il suo nome significa principe amato.

## Biografia
Nato intorno al 942 nel territorio dell'attuale Barskon, nel Kirghizistan, era di origini turche, da giovane venne fatto prigioniero dalla vicina tribù turca dei Tuhsi nel corso di una delle tante guerre tribali, e venduto al mercato degli schiavi della città di Tashkent in territorio samanide. Si distinse all'interno del corpo di guardia degli schiavi e finì sotto la protezione del ḥājib Alp Tigīn.

Quando successivamente Alp Tigīn si ribellò alla dinastia samanide, conquistando la regione dello Zabulistan e la città di Ghazna diventandone governatore, egli promosse Sabuktigīn al rango di generale e gli diede in sposa sua figlia. Sabuktigīn rimase fedele sia a Alp Tigīn fino alla sua morte, sia ai suoi due successori, Abū Isḥāq Ibrāhīm di Ghazna e Bilgetegīn. Per quest'ultimo fu vittorioso nella battaglia per la difesa di Gardez nel 974.
Nel 977 i turchi di Ghazna decisero di ribellarsi al governatore samanide Bilgetegīn, rivelatosi un inetto ed un ubriacone, e scelsero al suo posto Sabuktigīn, e la sua ascesa venne appoggiata anche dal sovrano samanide Nūḥ II.

Egli espanse il territorio lasciatogli da Alp Tigīn conquistando Balkh a settentrione, il territorio dell'attuale provincia di Helmand a occidente. Sebbene governasse di fatto in maniera indipendente, egli formalmente continuò a riconoscere la dinastia samanide, e nella sua tomba egli fece apporre il titolo di al-Ḥājib al-ajall, ovvero Visir maggiore, continuando quindi a conservare formalmente il proprio vassallaggio. Tuttavia fu l'artefice della futura potenza della dinastia Ghaznavide, che esplose sotto il regno di suo figlio e successore Ismā'īl di Ghazna. Dal momento che lo Zabulistān, territorio conquistato ma non ancora completamente islamizzato, era fondamentale nell'economia del suo regno, Sabuktigīn decise di sposare la figlia di uno dei suoi capo tribù più importanti; da questa unione sarebbe nato Maḥmūd di Ghazna.

La spinta espansionistica di Sabuktigīn lo spinse a rivolgersi contro le tribù turche rivali di Lashkar Gah e poi di tutto il territorio dell'attuale Belucistan occidentale. I suoi successi militari furono accompagnati dall'incontro con uno dei letterati più importanti dell'epoca in quella regione, il poeta Abū al-Fatḥ al-Bustī, il quale non solo compose le gesta del suo nuovo patrono, ma si occupò di riorganizzarne l'apparato amministrativo rendendolo più efficiente.

Fondamentale nella politica espansionistica di Sabuktigīn fu la scelta di rivolgersi verso le terre d'India, considerata una regione di infedeli (dār al-kufr), all'epoca la vallata del Kabul era geograficamente un'estensione del sistema fluviale delle pianure indiane settentrionali, e la sua parte inferiore era il dominio del potente sovrano degli Hindu Shāhī Jayapāla, le cui terre si estendevano da Laghman al Kashmir, e costituiva un valido baluardo contro le mire espansionistiche di Sabuktigīn verso l'India settentrionale. Un altro motivo di conflitto con Jayapāla era il suo legame con il precedente sovrano di Ghazna, Abū Bakr Lawīk, spodestato da Alp Tigīn, capostipite della dinastia dei Ghaznavidi. Nel 986 nella regione del Laghman scoppiò un conflitto interno che ebbe come risultato la sconfitta di Jayapāla, della quale approfittò Sabutktigīn che decise di avanzare lungo il fiume Kabul diretto a Peshāwar.